# Ilves Tampere
Ilves Tampere je finski hokejski klub iz Tampereja, ki je bil ustanovljen leta 1931. S šestnajstimi naslovi finskega državnega prvaka je najuspešnejši finski klub. 

## Lovorike
- Finska liga: 16 (1935/36, 1936/37, 1937/38, 1944/45, 1945/46, 1946/47, 1949/50, 1950/51, 1951/52, 1956/57, 1957/58, 1959/60, 1961/62, 1965/66, 1971/72, 1984/85)

## Upokojene številke
- 2 – Jarmo Wasama
- 7 – Aarne Honkavaara
- 13 – Risto Jalo
- 14 – Lasse Oksanen
- 16 – Jorma Peltonen
- 41 – Raimo Helminen